# Prey Veng
Prey Veng ( Língua khmer: ក្រុងព្រៃវែង) é uma cidade no noroeste do Camboja, sendo capital da província de Prey Veng. De acordo com o Censo de 2008, a população da cidade é estimada em 33 079 habitantes.